# 루크 스카이워커
루크 스카이워커(Luke Skywalker)는 《스타워즈》에 등장하는 인물이자, 오리지널 시리즈인 에피소드 4,5,6의 주인공이다.

## 상세

### 시스의 복수
《시스의 복수》에서 파드메 아미달라 여왕이 루크를 낳게 되지만 아미달라가 그와 그의 누이인 레이아를 낳고 사망하여 타투인에 사는 오웬(아나킨 스카이워커-아버지-의 이복형)과 그의 부인 베루에게 넘겨져 길러진다.

### 새로운 희망
루크는 출생의 비밀을 모른채 사막행성 타투인의 작은 마을에서 자라났다. 집안 사정이 좋지 않아 조종을 배우기 위해 은하 제국 해군에 입대해 국비로 조종을 배울 생각을 하고 있었지만, 큰아버지(오웬)의 반대로 뜻을 이루지 못하고 있었다. 그는 오웬 라스와 함께 수분 농사를 지으며 19살 때까지 평범하게 살고 있었다. 어느 날 농업용 드로이드를 구하려고 방문한 자와족의 샌드크롤러를 찾아갔다가 C-3PO와 R2-D2를 사게 되는데 R2-D2를 청소하던 중, R2에 내장된 얼데란의 공주이자 반란 연합의 중요 인물이었던 레아 오르가나가 오비완 케노비라는 인물을 찾는 홀로그램을 보게 된다. 큰아버지에게 오비완 케노비라는 인물이 광야에 사는 벤 케노비라는 노인이 아닐까라고 하는데, 오비완 케노비가 누군지 알지만 루크가 위험해지거나 타투인을 떠나기 원치 않던 오웬은 그 사람은 미친 노인일 뿐이니 무시하라고 한다. 다음날 오비완 케노비를 찾겠다며 몰래 떠나버린 R2-D2를 쫓던 루크는 터스켄 약탈자들에게 습격당해 정신을 잃게 된다. 하지만벤 케노비에게 구조되고, 정신을 차린 루크는 어쩌다 여기까지 왔냐는 벤에게 자초지종을 설명해 주고 오비완 케노비가 누군지를 묻는다. 그러자 벤은 자신이 오비완 케노비라는 것을 알려주고는 루크를 자신의 집으로 데려가게 된다. 
오비완은 루크에게 '제다이'와 '포스'에 대한 이야기를 듣고 아버지의 유품인 라이트세이버를 주며 자신과 함께 떠나기를 권하지만 집을 떠날 수 없다며 거부한다. 그러나 C-3PO와 R2-D2, 그리고 오비완의 정보를 입수한 제국군의 공격으로 큰아버지와 큰어머니를 잃은 것을 뒤늦게 목격하며, 집과 가족을 잃은 루크는 얼데란으로 가야 한다는 오비완의 제안에 원수인 제국에게 복수하기 위해 함께 모스 아이슬리 공항으로 가게 된다. 여기서 밀수꾼 한 솔로와 츄바카를 만나고 그와 계약하여 밀레니엄 팔콘을 타고 얼데란으로 가기로 한다. 그러나 얼데란 행성은 이미 제국군의 비밀 병기, 데스스타의 공격으로 파괴된 이후였다. 뒤늦게 도착한 밀레니엄 팔콘은 근처에 있던 데스스타의 인력광선에 끌려들어가 포획된다. 루크 일행은 스톰트루퍼 몇 명을 처리하고 그들로 위장해 데스스타에 감금된 레아 오르가나 공주를 구하여 인력광선을 무력화시킨 뒤 다시 탈출하기로 한다. 레아 공주는 무사히 구출했지만, 인력광선을 무력화시킨 오비완 케노비는 다스 베이더를 만난다. 오비완은 다스 베이더와 결투를 벌이고 루크 일행이 달아날 시간을 벌어준 뒤 스스로 베이더의 라이트세이버에 베이며, 포스의 영이 되어 사라진다. 
데스스타를 탈출한 루크 일행은 반란 연합이 숨은 야빈 IV 행성으로 온다. 그러나 제국군은 밀레니엄 팔콘에 추적기를 붙여놓았고 이를 통해 반란 연합의 위치를 파악한 데스스타가 야빈 행성을 파괴하기 위해 다가온다. 한 솔로는 계약은 여기까지였고, 다 죽을 순 없다며 반란 연합을 뒤로 하고 떠난다. 루크는 친구인 빅스와 재회한 후, 급한대로 반란 연합 항공대에 임관되어 레드-5라는 호출부호를 받고 데스스타 공략전에 참가해 비범한 전투기 조종실력으로 크게 활약하지만 이미 다른 편대원들이 전사한 상태에서 루크는 X-윙을 타고 데스스타의 유일한 약점인 환풍구 공략에 나선다. 이 때 다스 베이더가 직접 타이 파이터 요기들을 몰고 와서 루크를 위협한다. 베이더가 루크를 격추하려던 그 순간 야빈을 완전히 떠난 줄 알았던 한 솔로가 밀레니엄 팔콘을 타고 돌아와 타이 파이터 편대를 공격하고 다스 베이더는 충격으로 튕겨 나가버린다. 루크는 포스를 느끼며 환풍구를 향해 양자 어뢰를 쏘고 그것이 정확하게 환풍구 안으로 들어가 데스스타의 중추를 타격한다. 결국 데스스타는 연쇄 폭발을 일으키며 사라지고 루크와 한 솔로 일행은 반란 연합에 가담하여 계속해서 활동하게 된다. 

### 제국의 역습
데스스타가 파괴되고, 제국의 2인자 윌허프 타킨이 죽었지만 제국은 여전히 건재했다. 다스 베이더는 제국의 2인자로 부상하여 자신의 부대인 죽음의 전대를 이끌고 루크를 찾고 있었다. 반란 연합은 호스 행성에 기지를 세우고 숨어 있었지만 이곳 또한 제국의 정찰 드로이드에게 발각된다. 그 와중에 루크는 토착괴물에 의해 붙잡혀 잡아먹힐 뻔하다가 도망쳐서 한 솔로의 도움으로 얼어죽는 걸 모면하며, 오비완의 영혼을 만나 위대한 제다이 마스터, 요다를 만나라는 계시를 받는다. 죽음의 전대가 호스 행성으로 다가오자 연합은 이온 캐논을 이용해 궤도상의 스타 디스트로이어들을 일시적으로 무력화시킨 뒤 대규모 탈출을 감행한다. 제국군은 AT-AT를 비롯한 지상 병기들을 상륙시켜 압박해들어오고, 루크는 스노우 스피더를 이용해 AT-AT들을 공격한다. 탈출이 어느 정도 이루어지자 루크 또한 X-윙을 타고 탈출한다.
 호스를 벗어난 루크는 다른 반란 연합 동료들과 떨어져 이전에 포스의 영이 된 오비완 케노비가 알려준 제다이 스승을 찾아 대고바 행성으로 향한다. 대고바에 도착한 루크는 정신나간 난쟁이 외계인 노인을 만나고, 곧 그가 구공화국의 그랜드 마스터 제다이, 요다임을 알게 된다. 루크는 그의 밑에서 포스 수련을 받게 된다. 하지만 베스핀으로 향한 한 솔로 일행이 위험에 빠졌다는 것을 포스의 힘으로 직감한 루크는 그들을 돕기 위해 수련을 도중에 그만 두고 떠나기로 한다. 요다와 오비완은 아직 수행이 끝나지 않았다며 루크를 극구 말린다. 이는 루크가 아직 미숙한 건 둘째치고, 어렵고 시간이 오래 걸리는 제다이의 수행에서 벗어나 쉽고 빠르게 배울 수 있는 다크사이드에 혹할 가능성이 있었기 때문이다. 루크는 자신 때문에 동료들이 고통받고 있으며, 그들이 죽는 걸 방관하면서까지 숨어있을 수는 없다면서 결국 다시 돌아오겠다고 당부하며 베스핀으로 향한다.
루크는 베스핀에 도착하지만, 이미 한 솔로는 탄소냉동이 되어버렸고, 나머지 레아 일행은 랜도 캘리시언의 도움으로 탈출하였다. 결국 루크는 홀로 다스 베이더를 만나 대결을 벌인다. 요다에게 수련을 어느 정도 받았기에 자신만만했던 것이 큰 문제가 되었고, 그 누구보다도 라이트세이버 결투와 포스 사용에 능숙했던 다스 베이더에게 일방적으로 밀리기 시작하고 결국 루크는 오른손을 잘리고 패배한다. 이 때 아버지가 사용하던 라이트세이버를 잃어버린다. 다스 베이더는 루크에게 자신의 제자가 되어 함께 황제를 죽이고 은하를 지배하자고 유혹한다. 그러나 끝까지 거부하자 다스 베이더는 루크에게 충격적인 진실을 고백한다. 루크는 충격에 빠지고 그럼에도 다스 베이더의 유혹을 거부하고 투신하나 환풍구로 빨려들어간다. 한 손이 없어서 꼼짝없이 추락할 위기에 처하지만 다행히 미리 탈출했던 레아 공주, 랜도 캘리시언, 츄바카가 밀레니엄 팔콘을 타고 와서 루크를 구해준다. 반란 연합 함대와 합류한 루크는 기계 손을 이식받고, 제국군에게 냉동되어 자바 더 헛에게 팔려간 한 솔로를 구하기로 한다. 

### 제다이의 귀환
루크는 스스로 녹색의 라이트세이버를 만들고, 친구들과 함께 한 솔로와 레아를 구출하기 위해 자신이 태어난 행성인 타투인으로 간다. 자바의 궁전에 들어가서 포스로 자바 더 헛을 설득시키려고 했으나 실패한다. 그러다 지하의 자바가 기르는 괴물인 랭커와 싸우는 처지가 된다. 그러나 랭커를 무찌르고, 마침내 나와서 자바가 개인용 바지선에서 쇠사슬에 묶인 레이아에게 사슬로 교살당할때,데저트 스키푸에서 구출시킨 한과 랜도 캘리시언 등의 친구들을 이용하여 자신들을 공격하는 자바의 무리들을 물리친다. 데저트 스키푸에서 랜도는 사막괴물 살락에게 잡아먹힐 위기에 처하지만 구출되고 보바 펫이 스키푸에서 떨어져 살락에게 먹힌다.
한 솔로를 구해낸 이후 루크는 대고바의 요다를 다시 찾아간다. 여기서 요다는 루크에게 다스 베이더가 진짜 아버지, 아나킨 스카이워커임을 확인해준다. 그리고 요다는 루크에게 누이가 있다는 말을 남기고 포스의 영이 되어 사라진다. 요다가 사라진 후 오비완과 만난 루크는 자신의 쌍둥이 남매가 레아라는 것을 직감했다고 밝히고, 베이더를 쓰러뜨려야 한다는 오비완의 말에 결코 그럴 수 없으며, 아직 아버지에게는 선한 포스가 남아있다며 어떻게 해서든 그를 돌려놓겠다고 다짐한다. 한편 반란 연합은 황제가 엔도의 달에 건설 중인 새로운 데스스타를 시찰하러 온다는 첩보를 입수하고, 가능한 모든 병력을 총동원해 데스스타를 공략하기로 한다. 반란 연합은 데스스타 공략에 앞서 특공대를 데스스타의 방어막이 있는 엔도의 위성으로 보내 방어막 생성시설을 무력화하기로 한다. 루크, 레아, 한 솔로, 츄바카와 두 드로이드, 그리고 선별된 정예 병사들로 특공대가 만들어지고, 노획한 람다 왕복선 '타이디리엄'으로 제국 함대 방어선을 돌파하기로 한다. 이때 이제큐터 슈퍼 스타 디스트로이어 근처를 지나칠 때 루크는 다스 베이더의 존재를 감지하고, 역으로 다스 베이더 역시 자기를 감지했으리라 알아차리고선 자신이 오지 말았어야 한다고 한탄한다. 엔도 위성에서 스톰트루퍼들과 스피더 결투 후, 이워크의 함정에 사로잡혀 이워크의 마을로 끌려 가 저녁식사가 될 처지가 되나, 이워크들이 C-3PO를 신으로 모시는 걸 본 루크가 포스로 C-3PO에게 공중부양을 체험시켜 주고, 신이 분노했다고 여긴 이워크들은 겁에 질려 일행을 풀어주고 환대한다. 이날 밤, 루크는 레아에게 다시는 돌아오지 못할 거라고 생각해 자신의 가족에겐 포스가 강하다고 말하고 출생의 비밀을 밝히며 자신이 쌍둥이 오빠라는 걸 말하고 그러고는 다스 베이더을 선한 포스로 돌려놓겠다고 하며 자신이 죽을 경우를 대비해 뒷일을 맡긴다.
루크는 반란 연합의 작전과는 별개로 자신이 스스로 제국군에 잡혀 아버지, 다스 베이더를 만나기로 한다. 제국군에 자발로 잡힌 루크는 다스 베이더와 만나 아직 아버지의 안에는 선한 면이 있다며 그를 다시 제다이로 되돌리려고 한다. 그러나 다스 베이더는 자신은 이미 너무 늦었다며 루크를 데스스타에 있는 황제에게 데려간다. 반란 연합의 전 함대가 하이퍼스페이스를 통해 기습하지만, 이것은 황제가 일부러 반란 연합에 흘린 함정이었다. 반란 연합 함대를 기다리고 있었던건 방어막이 사라지지 않은 데스스타 II와 죽음의 전대였다. 결국 반란 연합의 생사일로가 걸린 엔도 전투가 시작되어 버린다. 황제는 데스스타 내부에서 이 광경을 루크에게 보여주면서 루크에게서 증오를 불러일으키고 다크사이드로 타락시키려고 한다.
루크가 자제심을 잃고 라이트세이버를 들고 황제를 공격하려하자 다스 베이더가 이것을 막고 루크는 다스 베이더와 결투를 벌인다. 다스 베이더는 루크가 끝까지 어둠에 빠지지 않는다면 레아를 데려와 어두운 면에 빠뜨리겠다고 한다. 이 말을 들은 루크는 분노해 다스 베이더를 밀어 붙이고 그의 오른팔을 잘라 쓰러뜨린다. 황제는 이것을 보고 기뻐하며 루크에게 다스 베이더를 죽이고 자신의 제자가 되라고 유혹한다. 루크는 아버지를 데리고 데스스타를 탈출하려 하나 다스 베이더는 생명유지장치가 황제의 라이트닝에 공격받아 더 이상 살 수 없는 상태였다. 다스 베이더는 마지막으로 가면을 벗겨 자신의 눈으로 루크의 얼굴을 볼 수 있게 해달라고 말한다. 아나킨 스카이워커의 모습을 드러낸 베이더는 루크가 자신을 이미 구해줬고, 레아에게도 네가 옳았다고 전해달라한 뒤 눈을 감는다. 엔도의 달로 내려온 루크는 아버지의 시체를 제다이식대로 화장하고, 반란 연합 동료들과 다시 만난다. 포스의 영이 된 오비완 케노비, 요다, 그리고 아버지 아나킨 스카이워커가 지켜보는 가운데 루크와 반란 연합 일행들은 축제를 만끽한다.

### 깨어난 포스
작품 시점에서는 은하계의 전설로 불리게 된다. 엔도 전투 이후 새로운 세대의 제다이들을 훈련시키지만 한 솔로와 레아 오르가나의 아들이자 루크의 조카인 벤 솔로가 렌 기사단의 수장 스노크의 유혹에 포스의 어두운 면으로 타락하여 렌 기사단과 함께 루크의 제다이 기사단을 몰살시킨다. 루크는 평생을 바친 제다이 기사단의 재건이라는 사명이 무너지자 충격에 빠졌고 자신에게 책임이 있다고 생각하여 해양 행성 아치토의 최초의 제다이 사원에 은둔하게 된다. 퍼스트 오더에서는 제거해야할 타깃으로, 저항군에서는 퍼스트 오더를 물리칠 유일한 존재로 그를 찾고 있었다. 이후 R2-D2와 BB-8에 내장되어 있던 지도에 따라 레이가 찾아와 자신의 아버지의 광검이었던 아나킨 스카이워커의 라이트세이버를 내민다.

## 레전드 EU 세계관
엔도 전투이후 제국 잔당들을 격파해 나갔고 은하계에 흩어져있는 제다이들과 포스 센시티브들을 모아 야빈 4 위성의 제다이 사원을 세우고 제다이 기사단을 재건하여 신 제다이 기사단을 창립한다.
제국 잔당의 정부 세력과 15년 간의 전쟁이후 신공화국과 제국 잔당은 은하 협정 체결하였고 은하 내전이 끝난다. 6년 뒤 알 수 없는 은하계로부터 유우잔 봉이 은하계를 침입하여 유우잔 봉 전쟁이 일어나자 신 제다이 기사단들과 함께 맞서 싸웠나갔다. 전쟁 당시 아내 마라 제이드 스카이워커는 아들 벤 스카이워커를 낳았다. 전쟁으로 인해 은하계는 피해가 극심하였으며 신공화국이 붕괴되고 제국 잔당들과 함께 새로운 은하계 정부인 은하연합 자유동맹이 세워졌다. 4년 간의 전쟁이후 마지막 전투인 코러산트에서 제다이 마스터 루크는 유우잔 봉 최고 대군주 쉬므라 자만을 격파하였고 전쟁은 끝나게된댜애다.
전쟁이 끝난 뒤 7년 후 루크는 신 제다이 기사단의 제다이 그랜드 마스터가 되었다. 4년 뒤 2차 은하 내전이 일어났으며 전쟁 당시 시스의 암흑 군주인 루미야를 격파하였다. 그러나 이후 조카 제이센 솔로가 포스의 어두운 면으로 타락하여 시스 군주 다스 케이더스가 되는 것을 예상치 못하였으며 아내 마라 제이드가 죽었다는 것을 느꼈고 아들 벤, 기사단들과 함께 아내의 장례식에 참석하였다. 그 뒤 카쉬크 전투에서 다스 케이더스와 광검 결투를 벌이게되고 케이더스는 루크의 압도적인 능력에 도망간다. 1년 간의 전쟁 중 2차 은하 내전의 마지막 전투에서 조카딸 제이나 솔로가 다스 케이더스와 광검 결투를 벌이고있자 루크는 포스 능력인 배틀 메디테이션을 사용하여 제이나의 능력을 향상시켜 도와주였다. 다스 케이더스가 쌍둥이 누나 제이나에게 사망하고 전쟁은 끝났으며 은하계는 재통합이된다.

## 그 외
레전드 EU 세계관 소설, 코믹스 작품에서 루크 스카이워커는 초월적인 능력자로 묘사된다.